# Kurt Melander
Kurt Reinhold Melander, född 18 november 1858 i Kuopio, död 27 januari 1941 i Helsingfors, var en finländsk historiker. Han var bror till Henrik och Gustaf Melander.

## Biografi
Melander blev filosofie licentiat 1887, var docent i finländsk, rysk och nordisk historia vid Helsingfors universitet 1887–1888 och 1902–1913 (däremellan var han lyceilektor i Åbo och Helsingfors) samt var 1904–1926 överlärare vid Finska normallyceum. Hans första arbete var en doktorsavhandling om Finlands, Kexholms läns och Ingermanlands förhållanden 1617–1634. Denna tidsperiods skatter, jordarrenden etc behandlade han senare i ett par avhandlingar, som ingår i Historiallinen arkisto. Där publicerades även en ingående undersökning om mått och vikt i Finland på 1500-talet samt avhandlingen "Die Beziehungen und Unterhandlungen betreffend den Handel zwischen Lübeck und Russland während der Jahre 1631–52" och "Die Beziehungen Lübecks zu Schweden wegen des russischen Handels 1643–53". I finska Vetenskapsakademiens Annales ingår hans uppsats "Über die Hamarteilung in Finland im 17. Jahrhundert", publicerad 1909.